# Hedwig Conrad-Martiusová
Hedwig Conrad-Martiusová (27. února 1888 Berlín – 15. února 1966 Starnberg) byla německá filozofka a spisovatelka. Zastávala názor, že Husserlova pozdější transcendentálně-idealistická fenomenologie nezohlednila fenomén reálného a vyvinula vlastní teorii, kterou nazvala „ontologická fenomenologie“.

## Život
Byla dcerou profesora medicíny Friedricha Martia a jeho manželky Marthy. Její otec vedl univerzitní nemocnici v Rostocku, byl zakladatelem moderního ústavního výzkumu. Po absolvování střední školy u Helene Lange, která v Berlíně zřídila středoškolské kurzy pro dívky, byla Hedwig Martiusová jednou z prvních žen v Německu, které začaly studovat na univerzitě.
Nejprve studovala literaturu a historii v Rostocku a Freiburgu, poté od ročníku 1909/1910 filozofii v Mnichově, u Moritze Geigera. V zimním semestru 1911/1912 přešla na univerzitu v Göttingenu, kde byla přijata do Husserlova okruhu studentů.
Po krátké době převzala vedení nově založené „Filozofické společnosti v Göttingenu“. Kromě Theodora Conrada, zakladatele Filosofické společnosti a synovce Theodora Lippse, do této skupiny, která byla později nazvána „Mnichovská-Göttingerova fenomenologická škola“, patřili Winthrop Bell, Jean Hering, Fritz Kaufmann, Alexandre Koyré, Hans Lipps, Edith Steinová, Dietrich von Hildebrand a Alfred von Sybel.
Po získání doktorátu v roce 1912 se provdala za Theodora Conrada a přestěhovala se s ním do jeho rodného města Bergzabern, kde měli ovocný sad. Během první světové války se kolem Conradů vytvořila menší skupina, která svým obsahem vycházela z Adolfa Reinacha a až do konce 20. let 20. století se pravidelně scházela v domě Conradových (odtud „Bergzabernský kruh“).  Až v roce 1937 se manželé přestěhovali do Mnichova. Vědecká práce jí byla dočasně ztížena částečným zákazem publikování, vydaným národními socialisty, kvůli židovskému prarodičovi ze strany její matky.
Po druhé světové válce se Hedwig Conrad-Martiusová mohla opět věnovat filozofii. V roce 1949 se v Mnichově stala lektorkou přírodní filozofie a v roce 1955 čestnou profesorkou. V roce 1958 jí byl udělen Spolkový kříž za zásluhy.[
Část její soukromé knihovny je nyní v Bavorské státní knihovně v Mnichově.

## Dílo
- Die erkenntnistheoretischen Grundlagen des Positivismus. Bergzabern 1920.
- Metaphysische Gespräche. Halle 1921.
- Realontologie. In: Jahrbuch für Philosophie und Phänomenologische Forschung. 6, 1923, S. 159–333.
- Zur Ontologie und Erscheinungslehre der realen Außenwelt. Verbunden mit einer Kritik positivistischer Theorien. In: Jahrbuch für Philosophie und phänomenologische Forschung. 3, 1916.
- Die „Seele“ der Pflanze. Biologisch-ontologische Betrachtungen. Breslau 1934.
- Physik und Metaphysik. In: Hochland. 37, 1940, S. 231–243.
- Abstammungslehre. München 1949 (Ursprünglich unter dem Titel „Ursprung und Aufbau des lebendigen Kosmos“ erschienen, Kosmos 1938).
- Der Selbstaufbau der Natur. Entelechien und Energien. Hamburg 1944.
- Bios und Psyche. Hamburg 1949.
- Das Lebendige, Die Endlichkeit der Welt, Der Mensch. Drei Dispute, München 1951.
- Die Zeit. München 1954.
- Utopien der Menschenzüchtung. Der Sozialdarwinismus und seine Folgen. München 1955.
- Das Sein. München 1957.
- Der Raum. München 1958.
- Die Geistseele des Menschen. München 1960.
- Schriften zur Philosophie. 3 Bände. Im Einverständnis mit der Verfasserin herausgegeben von Eberhard Avé-Lallemant. München 1963–1965.